# Градец (крепост)
Античната крепост Градец е военно-архитектурно съоръжение, разположено северозападно край село Рашково, от което днес са останали само археологически руини.

## Описание
Според изследователя К. Василев тракийска крепост Градец се намира върху хълм, отстоящ на 1.37 km югозападно по права линия от центъра на село Рашково. До нея се стига по запазен античен път от подножието на хълма, преминаващ западно от него и стигащ до северозападното подножие на крепостта. Крепостта е силно заличена и на повърхността не се забелязват почти никакви следи от нея. В югозападната ѝ част от теренът е каменист и на това място се забелязват следи от всичане в камъка на стената, изградена върху скалата. В югозападната скалиста част от хълма има останки от светилище с обредни ями. Всички склонове на хълма са осеяни със следи от иманярски изкопи. Няма следи от използване на крепостта през късната античност и средновековието, но за сметка на това триъгълната крепост на хълма е била обект за добив на камъни.
В землището на Рашково се намират останки на още едно древно укрепление, наричано „Градището“. То се намира 3.39 km източно по права линия от центъра на селото, на надморска височина от 695 m и с GPS координати: 43°00’46” С.Ш. и 23°39’38” И.Д.